# Demobotys
Demobotys és un gènere d'arnes de la família Crambidae.

## Taxonomia
- Demobotys monoceralis Munroe & Mutuura, 1969
- Demobotys pervulgalis (Hampson, 1913)